# Neptis melicerta
Neptis melicerta är en fjärilsart som beskrevs av Dru Drury 1773. Neptis melicerta ingår i släktet Neptis och familjen praktfjärilar. IUCN kategoriserar arten globalt som livskraftig. Inga underarter finns listade i Catalogue of Life.

## Bildgalleri

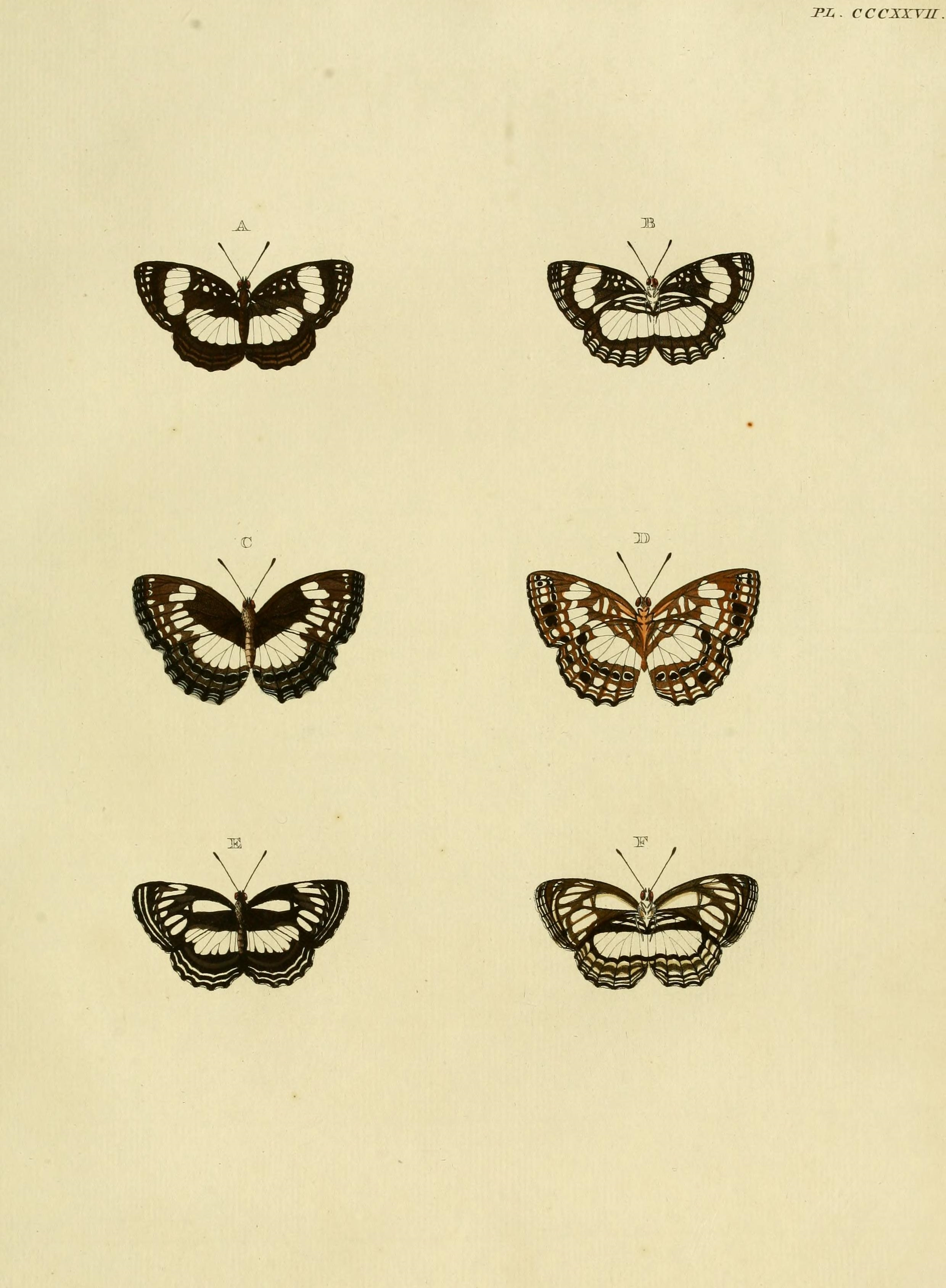